# Kanton Lure-Nord
Lure-Nord is een voormalig kanton van het Franse departement Haute-Saône. Het kanton maakte deel uit van het arrondissement Lure. Het werd opgeheven bij decreet van 17 februari 2014 met uitwerking op 22 maart 2015.

## Gemeenten
Het kanton Lure-Nord omvatte de volgende gemeenten:
- Adelans-et-le-Val-de-Bithaine (deels)
- Amblans-et-Velotte
- Bouhans-lès-Lure
- La Côte
- Franchevelle
- Froideterre
- Genevreuille
- Lure (deels, hoofdplaats)
- Malbouhans
- La Neuvelle-lès-Lure
- Pomoy
- Quers
- Saint-Germain